# Брязга, Богдан
Богдан Брязга (ум. 5 декабря 1582) — казачий полусотник (пятидесятник), один из главных сподвижников Ермака. По одной из версий, после разгрома хана Кучума Брязга принимал активное участие в походе вглубь Сибирского ханства.

## Биография
Выходец из волжских казаков. Происхождение его прозвища этимологически восходит или к «брюзге» — ворчливому человеку, или же происходит от нижнеповолжского «брязгать» — хлестать, бить наотмашь. Погодинский летописец называет его «есаул казачей имянем Брюзга». В Кунгурской летописи Брязга описан как высокий, чернобородый человек, с крупными чертами лица.
По сообщению Ремезовской летописи, весной 1583 года Брязга во главе 50 казаков совершил поход вниз по Иртышу и Оби до Белогорья, покорив множество сибирских волостей и обязав местных князей платить ясак, а также собрав местные предания о легендарном изваянии Золотой бабы.
5 декабря 1582 года Брязга с небольшим отрядом казаков отправился за рыбой на озеро у городка Абалак, где и погиб при нападении войск Маметкула, родственника хана.

## В кино
- «Ермак» (1996) — реж. В. А. Краснопольский и В. И. Усков, в роли Брязги — Александр Карпов.